# Exploding Plastic Inevitable
Exploding Plastic Inevitable (иногда просто называемая Plastic Inevitable или EPI ; «Взрывная пластиковая неизбежность») — мультимедийное шоу, организованных Энди Уорхолом в 1966 и 1967 годах, представленное как действие актёров на сцене, совмещённое с выступлением музыкантов из The Velvet Underground, на которых в процессе исполнения проецируются фильмы Энди Уорхола (специально для лучшего изображения музыканты играли только в чёрной одежде).
Шоу было впервые представлено на знаменитой «Фабрике» Энди Уорхола в Нью-Йорке, в 1966—1967 годах состоялись показы «Взрывной пластиковой неизбежности» и в других городах на территории США. Действие на сцене представляло собой театрализированное представление по сюжету песни группы The Velvet Underground «Venus in Furs» (одноимённой с книгой Захер-Мазоха «Венера в мехах»).
Был создан также одноимённый 18-и минутный фильм Рональда Намена. Фильм был снят за одну неделю показов шоу в Чикаго и Иллинойсе.
В декабре 1966 года Уорхол включил одноразовый журнал под названием The Plastic Exploding Inevitable как часть пакета Aspen No. 3 .

## Фон
«Взрывная пластиковая неизбежность» начался с мероприятия, устроенного 13 января 1966 года на ужине для Нью-Йоркского общества клинической психиатрии. Это мероприятие, названное «Up-Tight», включало выступления Velvet Underground и Нико, а также Маланги и Эди Седжвик в качестве танцоров  и Барбары Рубин в качестве артиста перформанса . Первые показы были проведены в Доме в Нью-Йорке в апреле 1966 года и рекламировались в The Village Voice следующим образом: «Фабрика Серебряной Мечты представляет Неизбежный Взрыв Пластика с Энди Уорхолом/The Velvet Underground/и Нико» . Шоу также проводились в гимназии в Нью-Йорке и в различных городах США и Канады

## Наследие
Инженер по свету Энди Уорхола Дэнни Уильямс был пионером многих инноваций, которые с тех пор стали стандартной практикой в световых шоу рок-музыки. С 27 по 29 мая EPI играли в The Fillmore в Сан-Франциско, где Уильямс устроил световое шоу, включающее стробоскопы, слайды и кинопроекции на сцене. По просьбе Билла Грэма он вскоре должен был вернуться и построить больше. Кинорежиссер Джонас Мекас (который впервые проецировал фильмы во время концертов в Синематеке Нью-Йорка), влиятельные идеи Энди Уорхола и Дэнни Уильямса во многом способствовали престижу легендарного Fillmore Auditorium, а также использовались в Fillmore East и Fillmore West, оба открылись в 1968 году .